# Eleutherodactylus casparii
Espèce
Synonymes
- Eleutherodactylus planirostris casparii Dunn, 1926

Statut de conservation UICN

 EN B1ab(iii) : En danger
Eleutherodactylus casparii est une espèce d'amphibiens de la famille des Eleutherodactylidae.

## Répartition
Cette espèce est endémique de la province de Cienfuegos à Cuba. Elle se rencontre de 300 à 830 m d'altitude.

## Description
L'holotype mesure 21 mm.

## Étymologie
Cette espèce est nommée en l'honneur de M. Caspari de Mina Carlota.

## Publication originale
- Dunn, 1926 : Additional Frogs from Cuba (Contrib. Smith College Dept. Zool. No. 139). Occasional Papers of the Boston Society of Natural History, vol. 5, p. 209-215 (texte intégral).